# Hot Country Songs

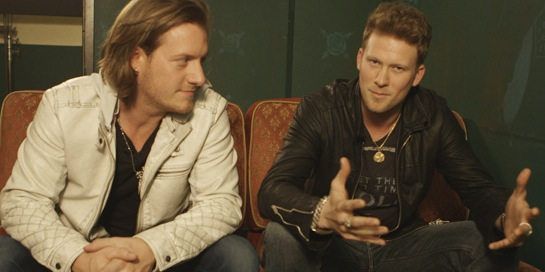
佛乔航线是《公告牌》热门乡村歌曲榜冠军周数最多的艺人（106周），其和碧碧·雷克萨演唱的歌曲〈Meant to Be〉也是冠军周数最多的单曲（50周）。

《公告牌》热门乡村歌曲榜（英語：Hot Country Songs）是美国《告示牌》杂志每周出版的音乐榜单。榜单统计歌曲的电台听众数、数字销售量和流媒体播放量，排出每周最热门的50首乡村歌曲。

## 历史
《公告牌》于1944年1月8日开始汇集统计乡村歌曲的流行程度。此时的榜单只列入最热门的在点唱机上点播的音乐，榜单名为“最热门点唱机民谣唱片榜”（Most Played Juke Box Folk Records）。在1948-1958年的约十年间，《公告牌》还有另外两个榜单用于衡量某首歌曲的受欢迎程度：始于1948年5月15日的销售榜单“最畅销民谣唱片榜”（Best Selling Retail Folk Records）、始于1949年12月10日的电台播放榜单“民谣DJ播放最多的乡村和西部唱片榜”（Country & Western Records Most Played By Folk Disk Jockeys）。点唱机排行榜在1957年6月终止。自1958年10月20日开始，《公告牌》将销售和广播电台播放数据结合起来计算歌曲的总体受欢迎程度，计入“热门乡村与西部歌曲”（Hot C&W Sides）榜单。该排行榜在1962年10月27日之后改名为“热门乡村单曲榜”（Hot Country Singles）。1990年1月20日，热门乡村单曲榜从100位减至75位，并开始完全由尼尔森广播数据系统提供的信息编制，该系统自动监测歌曲的广播播放情况。四周后，即2月17日，该榜单被重新命名为“热门乡村单曲和曲目榜”（Hot Country Singles & Tracks）。从2001年1月13日开始，该榜单从75个位置减少到60个，所有当时在该榜单上的歌曲都被调整为只计算在第60位或更高位置的周数。从2005年4月30日起，该榜单被重新命名为“热门乡村歌曲榜”（Hot Country Songs）。
从1990年开始，榜单统计广播电台每次播放歌曲的听众数量。1992年起改为统计电台播放歌曲的播放次数。但在2005年1月，方法改回统计听众数量，这是因为2004年“唱片公司赞助的播放”多次操纵了榜单。2012年10月20日，热门乡村歌曲榜的排行方法发生变化，以配合公告牌百强单曲榜：数字下载和流媒体数据与所有种类的广播电台的播放量相结合来决定排名。此外，建立一个新榜单乡村音乐电台榜，用来排出乡村音乐电台中最热门的歌曲。排行规则变化后，在當代流行電台播放的歌曲比起与只在乡村电台播放的歌曲获得了很大的优势，这些歌曲开始长期占领榜单前部位置。第一首受益于此的歌曲是泰勒·斯威夫特的〈We Are Never Ever Getting Back Together〉，这首歌曲的排位原本一直在下降，但在变化生效的第一周就跃居榜首。
《公告牌》没有明确定义哪些歌曲有资格进入乡村音乐的排行榜，只是说“有一些因素是确定的……首先是音乐创作”，一首歌曲必须“包含足够的当今乡村音乐的元素”才有资格。1990-2012年的榜单没有这样的模糊性，仅通过特定的乡村电台播放来客观地衡量。《公告牌》后来的一份声明详细说明了“有一些因素”究竟是什么因素：“最重要的是歌曲的作曲，但也包括歌曲的营销和推广方式、艺术家的音乐历史、播放歌曲的广播电台，以及歌曲在流媒体服务平台上的情况”。2019年，利尔·纳斯·X的乡村说唱歌曲〈Old Town Road〉登上热门乡村歌曲榜上后，因这一模糊的标准而引起了争议，该歌曲在热门乡村歌曲榜上空降第19名。随后《公告牌》将该歌曲从之后的榜单上删除，称其在收录该歌曲时犯了错误。这首歌通过在网络上病毒式传播而不是广播电台而知名，因为在上榜时只有一家乡村电台播放过这首歌。

## 榜单纪录

### 冠军周数最多的歌曲
下表是登顶《公告牌》热门乡村歌曲榜超过15周的歌曲。1944—1964年间有16首歌达到此成就，但之后便再无歌曲能登顶这么长时间，甚至1966年后再无歌曲能夺冠超过8周。直到2012年榜单改革后，才重新有歌曲能够占领榜首较长时间。
| 冠军周数 | 歌曲                                                        | 艺人                       | 登榜年份 | 参考资料 |
| -------- | ----------------------------------------------------------- | -------------------------- | -------- | -------- |
| 50       | Meant to Be                                                 | 碧碧·雷克萨和佛乔航线      | 2017—18  | [ 11 ]   |
| 34       | Body Like a Back Road                                       | 山姆·亨特                  | 2017     | [ 12 ]   |
| 27       | I Hope                                                      | 加比·巴雷特                | 2020—21  | [ 13 ]   |
| 24       | Cruise                                                      | 佛乔航线                   | 2012—13  | [ 12 ]   |
| 24       | Fancy Like                                                  | 沃克·海斯                  | 2021—22  | [ 14 ]   |
| 21       | I'll Hold You in My Heart (Till I Can Hold You in My Arms)† | 埃迪·阿诺德                | 1947—48  | [ 15 ]   |
| 21       | I'm Moving On‡                                              | 汉克·斯诺                  | 1950     | [ 15 ]   |
| 21       | In the Jailhouse Now†                                       | 韦布·皮尔斯                | 1955     | [ 15 ]   |
| 21       | So Long Pal†                                                | 阿尔·德克斯特              | 1944     | [ 15 ]   |
| 21       | 10,000 Hours                                                | 丹和沙伊和贾斯汀·比伯      | 2019—20  | [ 16 ]   |
| 20       | I Don't Hurt Anymore†‡                                      | 汉克·斯诺                  | 1954     | [ 17 ]   |
| 20       | Crazy Arms§                                                 | 雷·普赖斯                  | 1956     | [ 18 ]   |
| 19       | Walk On By                                                  | 勒罗伊·范代克              | 1961—62  | [ 15 ]   |
| 19       | Bouquet Of Roses‡                                           | 埃迪·阿诺德                | 1947—48  | [ 15 ]   |
| 19       | The Bones                                                   | 玛伦·莫里斯                | 2020     | [ 19 ]   |
| 19       | You Proof                                                   | 摩根·沃伦                  | 2022     | [ 20 ]   |
| 18       | H.O.L.Y.                                                    | 佛乔航线                   | 2016     | [ 12 ]   |
| 17       | Heartbreak Hotel‡                                           | 埃尔维斯·普雷斯利          | 1956     | [ 15 ]   |
| 17       | Slowly†‡                                                    | 韦布·皮尔斯                | 1954     | [ 15 ]   |
| 17       | Slippin' Around‡                                            | 吉米·韦克利和玛格丽特·怀廷 | 1949—50  | [ 15 ]   |
| 17       | Die a Happy Man                                             | 托馬斯·瑞特                | 2015—16  | [ 21 ]   |
| 16       | Love's Gonna Live Here                                      | 巴克·欧文斯                | 1963—64  | [ 12 ]   |
| 16       | Lovesick Blues‡                                             | 汉克·威廉姆斯              | 1949—50  | [ 15 ]   |
| 16       | Smoke! Smoke! Smoke! (That Cigarette)†                      | 特克斯·威廉姆斯            | 1947—48  | [ 15 ]   |
| 16       | New Spanish Two Step†                                       | 鲍勃·威尔斯                | 1946—47  | [ 15 ]   |
| 16       | Guitar Polka†                                               | 阿尔·德克斯特              | 1946—47  | [ 15 ]   |

注释：†标记的歌曲登上1944—1958年的“最热门点唱机民谣唱片榜”；‡标记的歌曲登上1948—1958年的“最畅销民谣唱片榜”；§标记的歌曲登上1949—1958年的“民谣DJ播放最多的乡村和西部唱片榜”，以上歌曲可能在其他榜单也登上冠军。1958年后，这些榜单合并为“热门乡村与西部歌曲”，后成为现今的榜单。

### 拥有最多冠军歌曲的艺人
喬治·史崔特拥有60首冠军单曲，是拥有最多冠军歌曲的艺人。多莉·帕顿拥有25首冠军单曲，是拥有最多冠军歌曲的女艺人。